# 道の駅かわうその里すさき
道の駅かわうその里すさき（みちのえき かわうそのさとすさき）は、高知県須崎市にある国道56号の道の駅である。
株式会社須崎市道の駅が運営する。

## 沿革
- 1998年（平成10年）4月17日 : 道の駅に登録。
- 1999年（平成11年） : 開駅。
- 2015年（平成27年）1月30日 : 「高幡地域（奥四万十）観光への玄関（入り口）としてのゲートウェイ機能、防災拠点」を理由として、重点「道の駅」に選定[1][2]。
- 2021年（令和3年）9月28日 - レジ通過者1000万人を達成し記念イベントを実施[3]。

## 施設
- 駐車場
  - 普通車 : 76台
  - 大型車 : 3台
  - 身障者用 : 5台
- トイレ
  - 男 : 18器
  - 女 : 11器
  - 身障者用 : 4器
- 公衆電話
- 公衆FAX
- レストラン
- 特産品販売所
- 観光案内所
- 新荘川河川公園

## 休館日
- 年中無休

## アクセス
- 国道56号
- 高知自動車道（須崎道路）
下り線の流出のみで直接接続するが、流入は一般道から近くのインターチェンジ (IC) を利用する。上り線は流入出とも一般道を経由する。
  - 須崎中央インターチェンジ（高知IC方面）
  - 須崎西インターチェンジ（四万十町中央IC方面）

## 周辺
- JR土讃線土佐新荘駅
- 須崎市立須崎中学校
- 須崎市立新荘小学校
- 須崎市立図書館
- 須崎商工会議所
- 須崎市立須崎小学校